# Sölvesborgs Gymnastik och Idrottsförening
Il Sölvesborg Gymnastik och Idrottsförening, solitamente abbreviato in Sölvesborg GoIF o anche SGIF, è una società polisportiva svedese con sede a Sölvesborg, capoluogo dell'omonimo comune sito nella contea di Blekinge.

## Storia
Il Sölvesborgs Gymnastik-och Idrottsförening venne fondato il 13 ottobre 1915.
Fin dalla sua fondazione la società ha ottenuto i più rilevanti risultati sportivi grazie alle sue sezioni calcistiche.
La squadra di calcio maschile ha raggiunto i livelli centrali del campionato svedese di calcio, giocando per tre stagioni nel periodo 1967-1969 alla Division 2 Södra Götaland, a quel tempo secondo livello della struttura del campionato nazionale. Nel 2017 il Sölvesborg GoIF è iscritto all'attuale Division 3 Sydöstra Götal, quinto livello del campionato maschile e gioca le partite casalinghe allo Svarta Led di Sölvesborg.
Sölvesborgs GoIF è affiliato al Blekinge Fotbollförbund. Il SGIF gestisce due squadre maschili, la squadra titolare e il Football Club Giffarna, e una sezione giovanile con oltre 400 iscritti.
Con la maglia del Sölvesborg GoIF ha giocato il nigeriano Abiola Dauda, contando 35 presenze nelle stagioni dal 2006 al 2008.
La squadra di calcio femminile nella stagione 2017 è iscritta alla 3 Södra Dam quinto livello del campionato svedese femminile di calcio. Con la maglia del Sölvesborg GoIF Dam ha giocato Amanda Ilestedt, in seguito pluricampionessa di Svezia, campionessa d'Europa a Turchia 2012 con la nazionale svedese Under-19 e terza classificata all'Europeo di Svezia 2013 con la nazionale maggiore.